# Гмунден
Гму́нден (нем. Gmunden, бав. Gmundn) — город в Австрии, в федеральной земле Верхняя Австрия. Расположен на озере Траунзе.
Входит в состав округа Гмунден. Население составляет 13 262 человека (на 31 декабря 2005 года). Занимает площадь 63,49 км².
В конце XIX на страницах Энциклопедического словаря Брокгауза и Ефрона давалось следующее описание этому населённому пункту: «Купанья в озере, сосновые ванны, водолечебница. Чрезвычайно красивое местоположение. Близ города замки Эбенцвейер и Орт».

## Политическая ситуация
Бургомистр коммуны — Хайнц Йозеф Кёппль (АНП) по результатам выборов 2003 года.
Совет представителей коммуны (нем. Gemeinderat) состоит из 37 мест.
- АНП занимает 19 мест.
- СДПА занимает 11 мест.
- Зелёные занимают 4 места.
- АПС занимает 3 места.

## Транспорт
В городе действует трамвайная система. (см. Гмунденский трамвай)

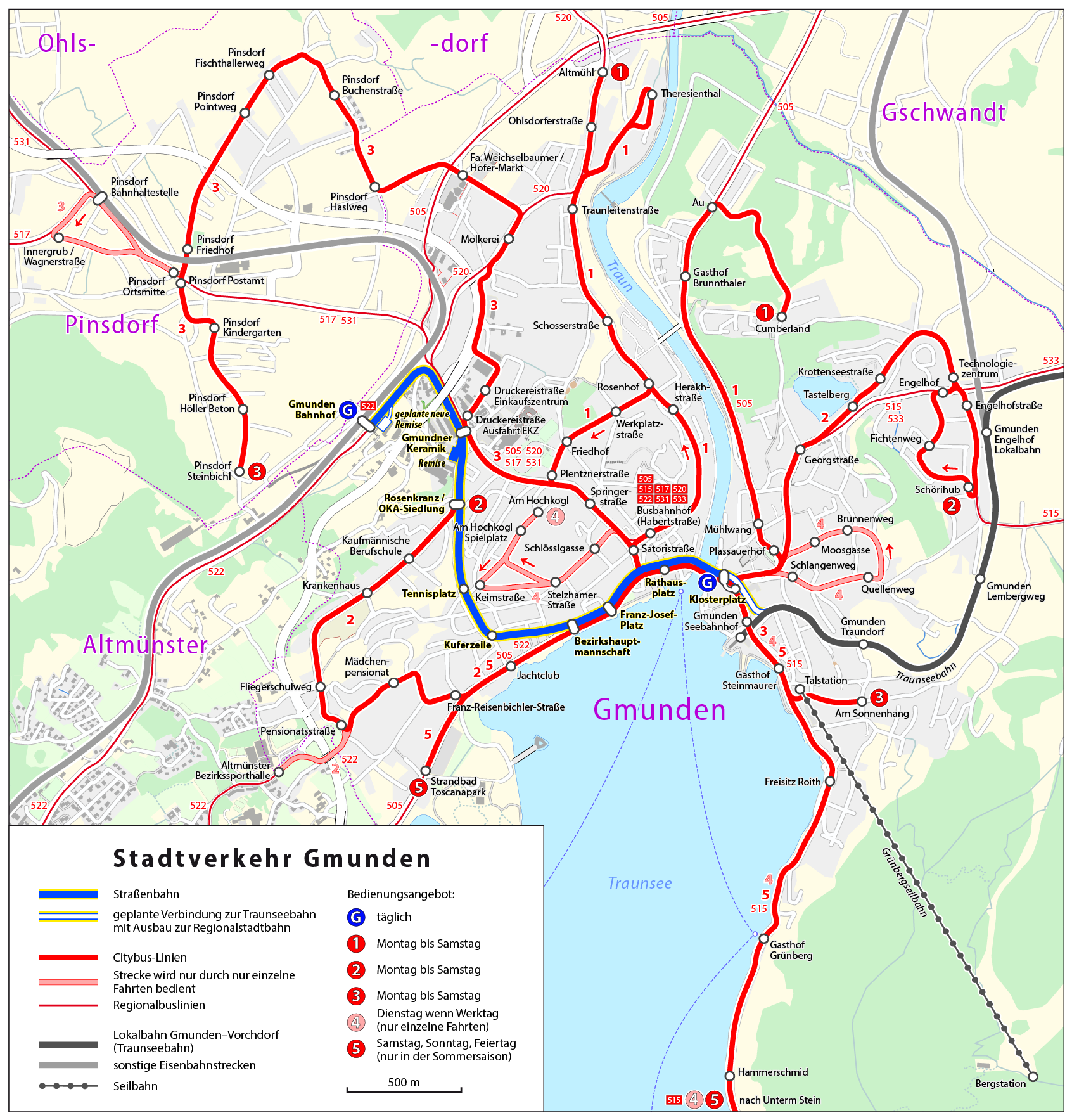

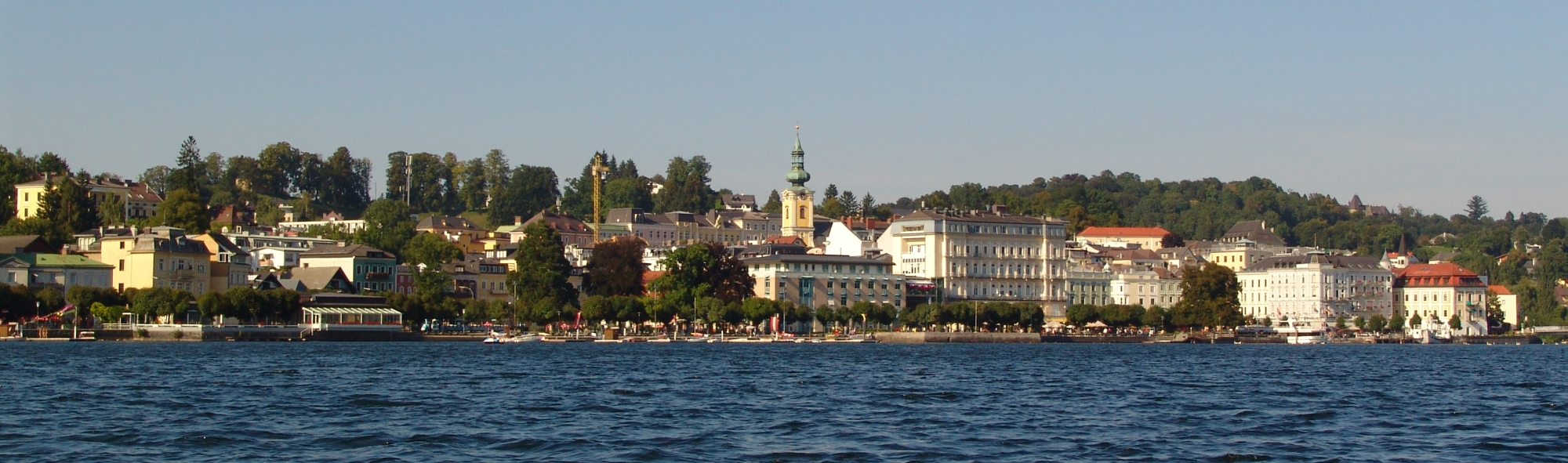
Гмунден — панорама.

## Достопримечательности
- Замок Камберленд
- Замок Орт

## Города-побратимы
- Торнеш, Германия (2010)[7]
- Фаэнца, Италия (2008)[8]

## Фотографии

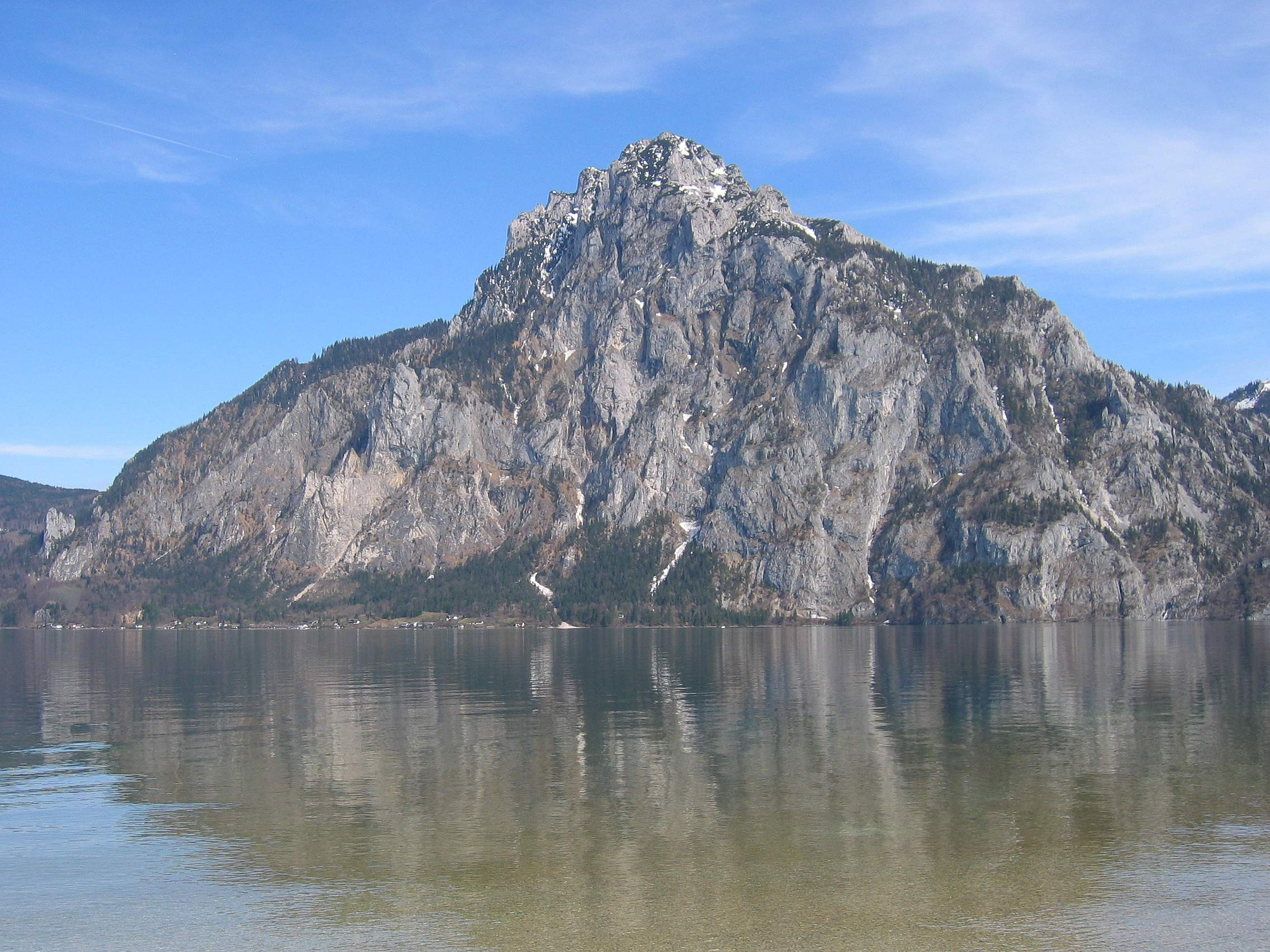
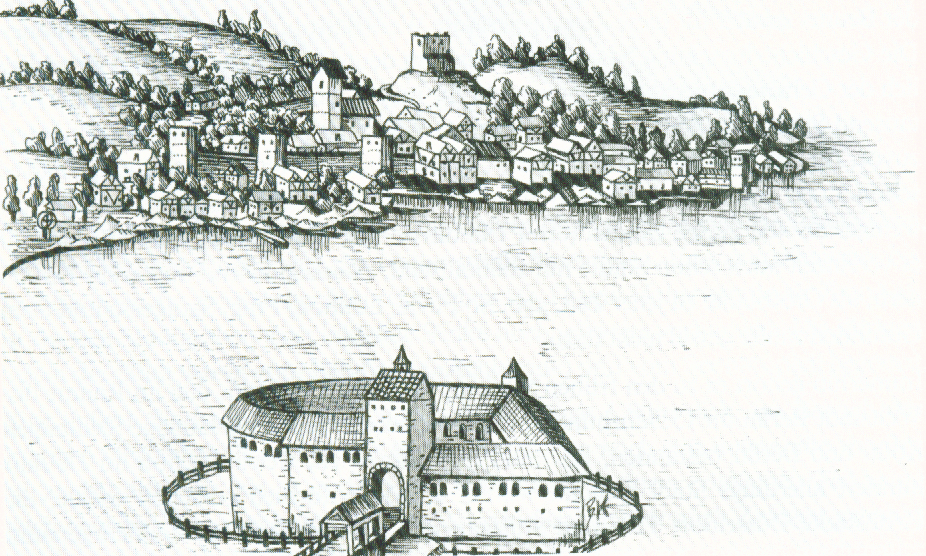
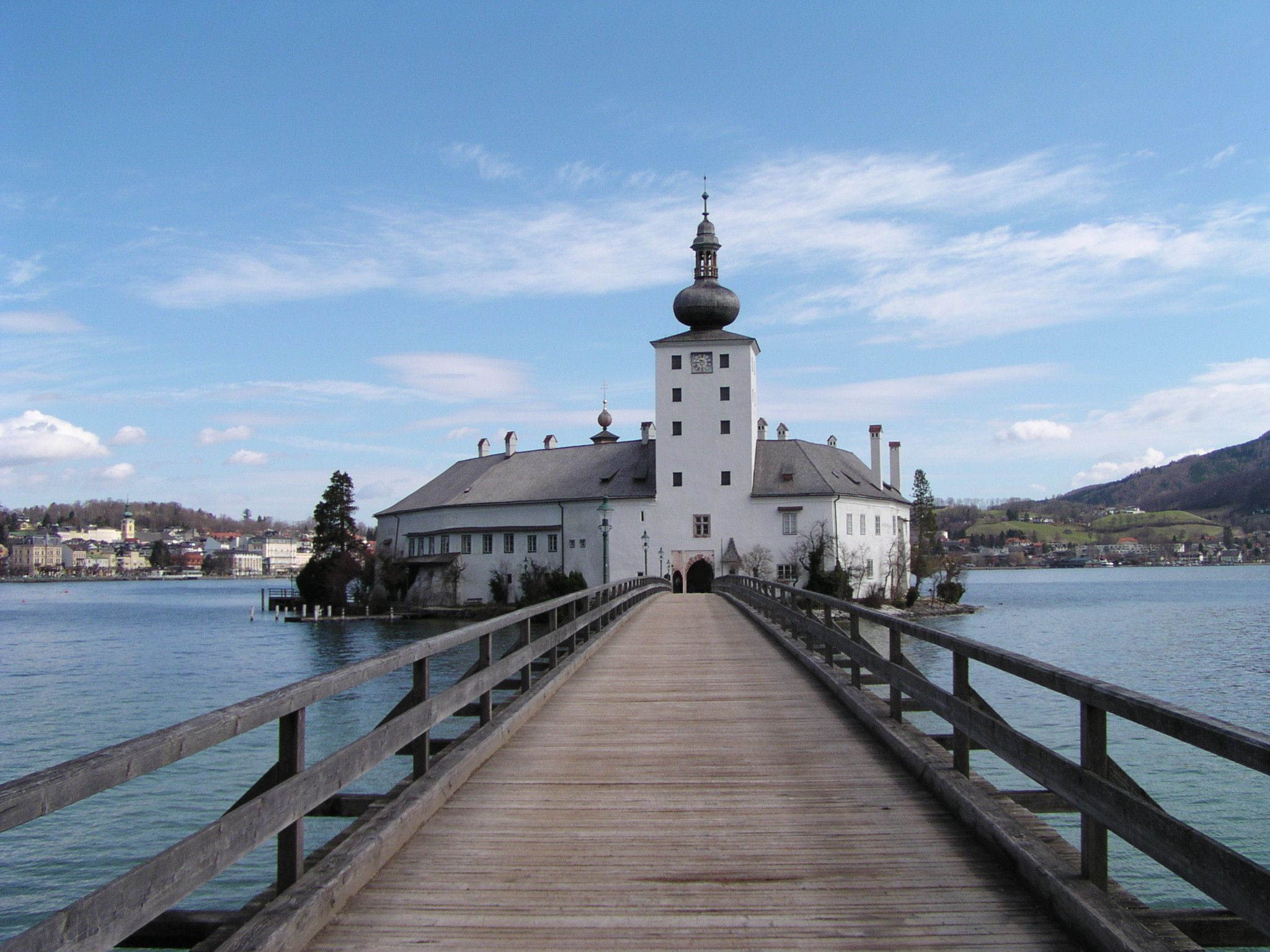
Вид островного замка Орт
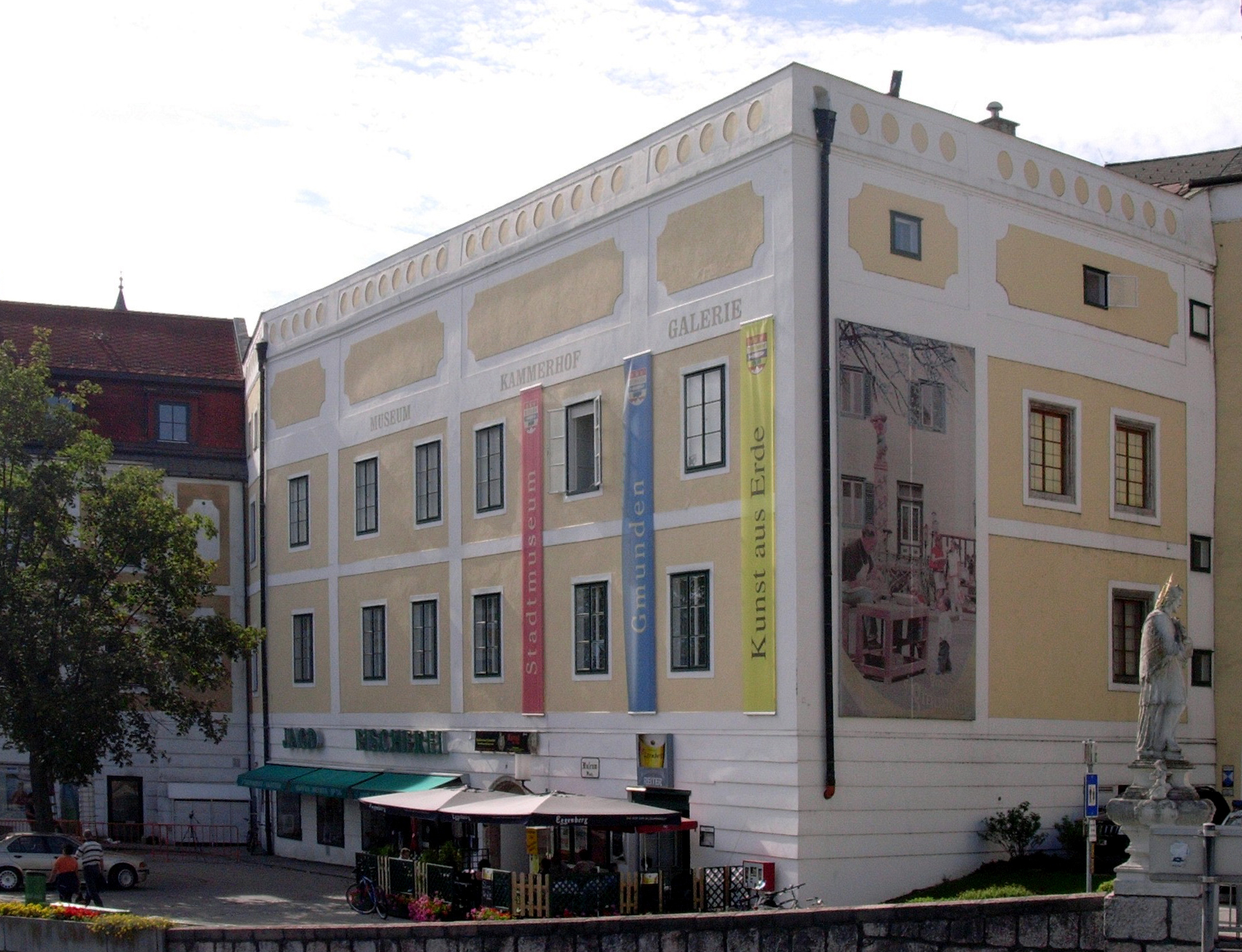